# 더 타이거스
더 타이거스(일본어: ザ・タイガース 자 타이가스[*], 영어: The Tigers)는 일본의 그룹사운드이다.
1967년 2월에 발표한 싱글 〈나의 마리〉(僕のマリー)로 데뷔해, 이후 〈모나리자의 미소〉(モナリザの微笑), 〈당신에게만 사랑을〉(君だけに愛を) 등 많은 곡을 히트시켰다. 1971년 일본무도관에서 콘서트를 갖고 해산하였으나, 1981년부터 83년까지 "동창회"라는 이름으로 재결성해 활동했다. 두 번째 해산 후 30년 뒤인 2013년에 결성 멤버들이 다시 모여 부활 콘서트를 개최했다.

## 멤버
- 사와다 켄지 (쥬리, 沢田研二): 보컬, 탬버린
- 키시베 잇토쿠 (사리, 岸部修三): 베이스, 코러스
- 카하시 카츠미 (톳포, 加橋かつみ): 리드기타, 코러스, 보컬 ※69년 3월 탈퇴
- 모리모토 타로 (타로, 森本太郎): 리듬기타 (카하시 탈퇴 후 리드기타로 변경), 코러스
- 히토미 미노루 (피, 瞳みのる): 드럼
- 키시베 시로 (시로, 岸部シロー): 리듬기타, 탬버린, 코러스
  - 키시베 시로는 키시베 잇토쿠의 친동생이며, 카하시가 탈퇴한 이후에 참가했다.